# Pak Jong-Chul
Pak Jong-Chul (5 de agosto de 1961) es un deportista norcoreano que compitió en judo. Ganó una medalla de plata en el Campeonato Mundial de Judo de 1987, y una medalla de bronce en el Juegos Asiáticos de 1990.

## Palmarés internacional
| Campeonato Mundial | Campeonato Mundial | Campeonato Mundial | Campeonato Mundial |
| Año                | Lugar              | Medalla            | Categoría          |
| ------------------ | ------------------ | ------------------ | ------------------ |
| 1987               | Essen (RFA)        | Medalla de plata   | –86 kg             |
| Juegos Asiáticos   |                    |                    |                    |
| Año                | Lugar              | Medalla            | Categoría          |
| 1990               | Pekín (China)      | Medalla de bronce  | –86 kg             |